# Xã Dyberry, Quận Wayne, Pennsylvania
Xã Dyberry (tiếng Anh: Dyberry Township) là một xã thuộc quận Wayne, tiểu bang Pennsylvania, Hoa Kỳ. Năm 2010, dân số của xã này là 1.401 người.